# پنتامرونه

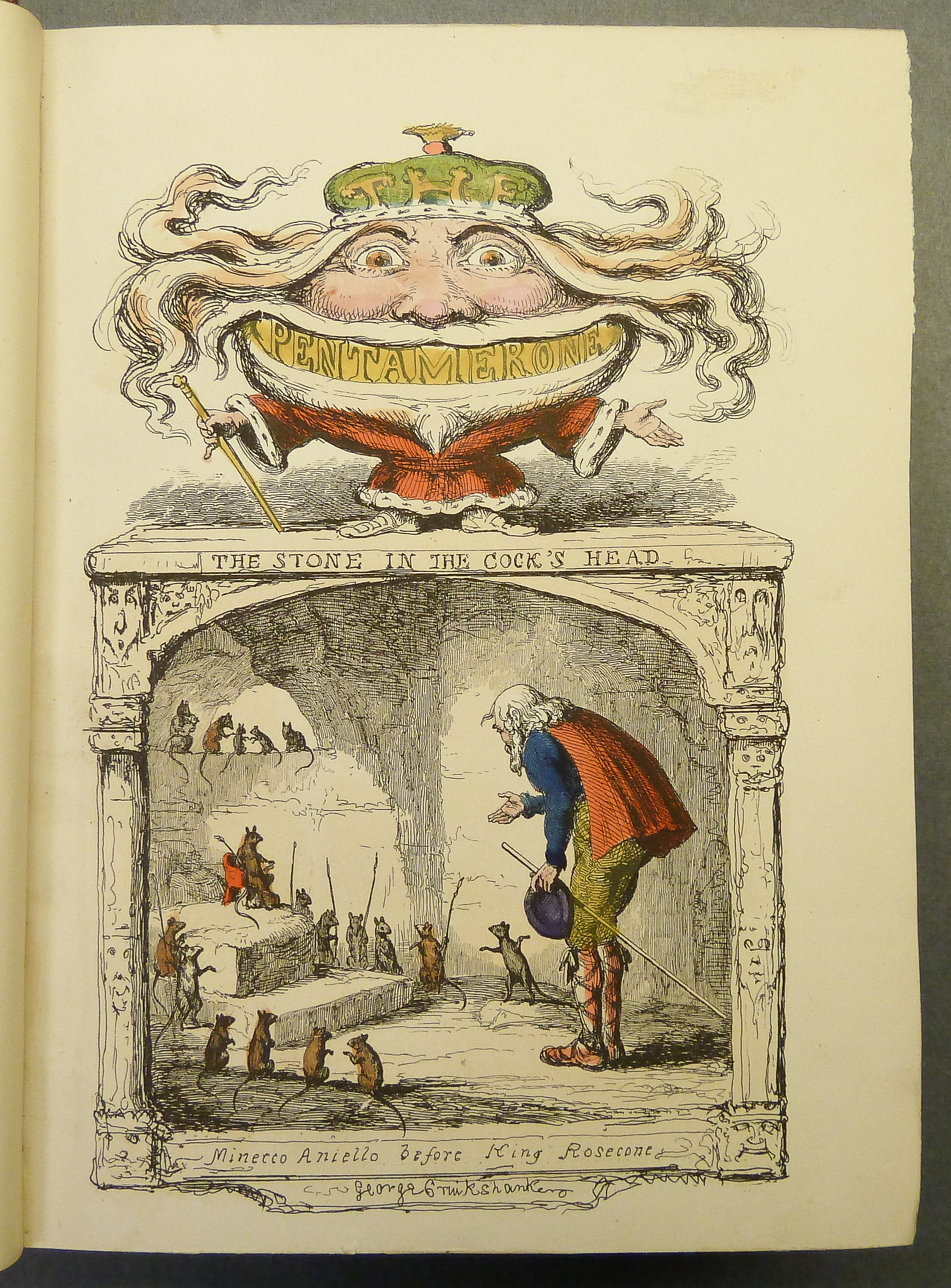
تصویری از جورج کرویکشانک (۱۸۴۷) از سنگ در سر خروس

پنتامرونه (به ایتالیایی: Il Pentamerone) یا با عنوان کامل‌تر '''Lo cunto de li cunti overo lo trattenemiento de peccerille''' (به معنی: قصهٔ قصه‌ها یا سرگرمی برای کوچولوها)، مجموعه‌ای از پنجاه افسانه و قصه پریان است که در قرن هفدهم به زبان ناپلی نوشته شده است. نویسندهٔ آن جیامباتیستا باسیل، شاعر و درباری ایتالیایی، است که این داستان‌ها را از سنت عامیانهٔ جنوب ایتالیا گردآوری و به زبان ادبی برگردان کرد. این اثر نخستین مجموعه‌ای است که تمام داستان‌هایش را می‌توان در ژانر «قصه‌های پریان» جای داد.

## پیش‌زمینه
باسیل این داستان‌ها را گردآوری کرد، اما کتاب پس از مرگ او توسط خواهرش آدریانا باسیل در دو جلد و در سال‌های ۱۶۳۴ و ۱۶۳۶ در شهر ناپل منتشر شد. او برای انتشار این آثار از نام مستعار Gian Alesio Abbatutis استفاده کرد.
بسیاری از داستان‌های معروف در ادبیات کودکان اروپا برای نخستین بار در این مجموعه دیده می‌شوند. قصه‌هایی چون سیندرلا، راپانزل، گربه چکمه‌پوش، زیبای خفته و هانسل و گرتل بعدها توسط شارل پرو و برادران گریم بازنویسی و معروف شدند. برادران گریم در نسخهٔ سوم کتاب «قصه‌های گریم» به‌صراحت تأثیر بسیار و ارزش بالای مجموعهٔ باسیل را ستایش کردند.
برخلاف بسیاری از گردآورندگان قصه‌های عامیانه که مستقیماً از زبان مردم ضبط می‌کردند، باسیل آن‌ها را با نگاهی ادبی به نثر ناپلی درآورد و در عین حال کوشید لحن گفتاری و آهنگ گفتار شفاهی را حفظ کند. زبان اثر پر از تشبیهات و استعارات باروک است.
برخی پژوهشگران این سبک ادبی را نوعی طنز نسبت به اسلوب باروک دانسته‌اند، اما باسیل در دیگر آثارش نیز همین سبک را به کار برده و از آن ستایش کرده است، بنابراین بعید است قصد طنز داشته باشد.

## تأثیرگذاری
با وجود فراموشی نسبی اثر در سده‌های بعدی، ستایش برادران گریم در قرن نوزدهم موجب احیای آن شد. ویلهلم گریم نوشت:
«این مجموعه (پنتامرونه باسیل) برای مدت طولانی بهترین و غنی‌ترین مجموعهٔ افسانه‌ها در میان ملل بود… نویسنده نه تنها با مهارت داستان‌ها را گردآوری کرده بلکه به‌خوبی به لهجهٔ ناپلی آگاه بوده است… ما می‌توانیم این مجموعهٔ پنجاه داستان را پایه و اساس بسیاری از آثار دیگر بدانیم…»
در سدهٔ بیستم، بندتو کروچه فیلسوف و مورخ نامدار ایتالیایی ترجمه‌ای از این اثر به زبان ایتالیایی نوشت و آن را «کهن‌ترین، غنی‌ترین و هنرمندانه‌ترین» کتاب افسانه‌ها نامید.
افسانه‌های پنتامرونه همچنین الهام‌بخش فیلم سینمایی قصهٔ قصه‌ها (Tale of Tales, 2015) به کارگردانی ماتئو گارونه شد که سه داستان از این مجموعه را با بازی سالما هایک، وینسنت کسل و توبی جونز در قالب یک اثر فانتزی و هنری به تصویر کشید.

اگرچه این اثر به فراموشی سپرده شده بود، برادران گریم در سومین نسخه از «قصه‌های برادران گریم» آن را به‌عنوان اولین مجموعه ملی از داستان‌های پریان به‌شدت تحسین کردند، که با دیدگاه‌های ملی‌گرایانه رمانتیک آن‌ها دربارهٔ داستان‌های پریان همخوانی داشت و به‌عنوان بازتاب‌دهنده صدای ناپلی شناخته شد. این تحسین توجه زیادی را به این اثر جلب کرد.
این مجموعه (پنتامرونه باسیل) برای مدت طولانی بهترین و غنی‌ترین مجموعه‌ای بود که توسط هر ملتی یافت شده بود. نه تنها در آن زمان سنت‌ها کامل‌تر بودند، بلکه نویسنده استعداد ویژه‌ای در جمع‌آوری آن‌ها داشت و علاوه بر آن، دانش عمیقی از گویش داشت. داستان‌ها تقریباً بدون وقفه روایت می‌شوند و لحن، حداقل در داستان‌های ناپلی، به‌طور کامل حفظ شده است… بنابراین می‌توانیم این مجموعه پنجاه داستان را به‌عنوان پایه بسیاری از داستان‌های دیگر در نظر بگیریم؛ زیرا اگرچه در واقعیت این‌گونه نبود و در واقع فراتر از کشوری که در آن ظاهر شد شناخته نشد و هرگز به فرانسوی ترجمه نشد، اما به دلیل انسجام سنت‌هایش، اهمیت پایه‌ای دارد. دو سوم آن‌ها، از نظر حوادث اصلی، در آلمان یافت می‌شوند و امروزه در آنجا رایج هستند. باسیل اجازه نداده است که هیچ تغییری ایجاد شود، حتی اضافه‌ای مهم، و این به کار او ارزش ویژه‌ای می‌بخشد. - ویلهلم گریم
نوشته‌های باسیل الهام‌بخش فیلم «قصه قصه‌ها» در سال ۲۰۱۵ به کارگردانی ماتئو گارونه بوده است.

## جغرافیای داستان‌ها
داستان‌های جامباتیستا باسیل در مناطق باسیلیکاتا و کامپانیا، جایی که او بیشتر عمر خود را در میان نجیب‌زادگان محلی گذراند، تنظیم شده‌اند. از جمله مکان‌های مرتبط با این داستان‌ها می‌توان به شهر آچرنتزا و قلعه لاگوپزوله اشاره کرد که دومی با داستان پریان راپانزل مرتبط است.

## ترجمه‌ها
این متن در سال ۱۸۴۶ توسط فلیکس لیبرشت به آلمانی، در سال ۱۸۴۷ توسط جان ادوارد تیلور و دوباره در سال ۱۸۹۳ توسط سر ریچارد فرانسیس برتون به انگلیسی و در سال ۱۹۲۵ توسط بندیتو کروچه به ایتالیایی ترجمه شد. ترجمه انگلیسی دیگری از نسخه کروچه توسط نورمن ن. پنزر در سال ۱۹۳۴ انجام شد. ترجمه جدید و مدرنی توسط نانسی ال. کانپا در سال ۲۰۰۷ توسط انتشارات دانشگاه ایالتی وین منتشر شد و بعدها در سال ۲۰۱۶ به‌عنوان کتابی از مجموعه پنگوئن کلاسیک عرضه گردید.

## اقتباس‌ها
فیلم ایتالیایی «قصه قصه‌ها» در سال ۲۰۱۵ به کارگردانی ماتئو گارونه، به‌طور کلی بر اساس داستان‌های این مجموعه ساخته شده است و سالما هایک، وینسنت کسل و توبی جونز به‌ترتیب در نقش‌های اصلی داستان‌های «گوزن افسون‌شده»، «پیرزن پوست‌کنده» و «کک» بازی می‌کنند.